# Euplexia euplexina
Euplexia euplexina ist ein Schmetterling (Nachtfalter) aus der Familie der Eulenfalter (Noctuidae) und kommt ausschließlich auf den Kanarischen Inseln vor.

## Merkmale
Die hellbraunen Fühler können 2/3 der Körpergröße lang werden. Sie sind mit kurzen Doppelkammzähnchen, die sich zur Fühlerspitze hin als Wimperborsten fortsetzen, versehen. Die Palpen sind dunkelbraun gefärbt. Der Kopf und der Thorax mit starkem, schwarzbraunen, an der Spitze rötlichem Hinterschopf sind rötlichbraun. Die dunkelbraunen Beine haben weißlich gefleckte Hinterenden. Der hell bräunlichgraue Hinterleib mit dunklen Rückenschöpfen hat ein sehr dichten, langen, innen gelblich gefärbten Analbüschel.
Die schokoladenbraunen Vorderflügel sind kurz und breit und erreichen Längen von 17 bis 18 mm. Die Hinterflügel sind hingegen hell bräunlichgrau gefärbt und erreichen Längen von 36 bis 38 mm.
Eine ähnliche Art ist Euplexia lucipara.

## Vorkommen
Euplexia euplexina ist auf den westlichen Kanarischen Inseln endemisch. Man trifft sie auf La Gomera, La Palma und Teneriffa an. Die Art ist vor allem in Lorbeerwäldern auffindbar. Dort kommt sie an feuchten, krautreichen und schattigen Stellen zwischen Gehölzen, an Straßenrändern in Wäldern und an der Nordseite von Hängen vor.

## Lebensweise und Entwicklung
Die Raupen von Euplexia euplexina ernähren sich von Farnen z. B. Dryopteris oligodonta, Pteridium aquilinum und Dryopteris guanchica sowie von krautigen Pflanzen wie Argyranthemum broussonetii oder Urtica morifolia.
Die Falter sind das ganze Jahr, aber seltener im Sommer, auffindbar. Die Raupen sind oft schwer zu finden, da sie sehr versteckt leben, aber dennoch tagsüber zu beobachten. Sie können mit Licht nachts angelockt werden. Die jungen Raupen sind grün gefärbt, welches mit zunehmendem Alter in einen bräunlichen Farbton übergeht. Sie verpuppen sich dann anschließend in einem leichten Kokon in der Streuschicht.